# Catàstrofe de Monongah

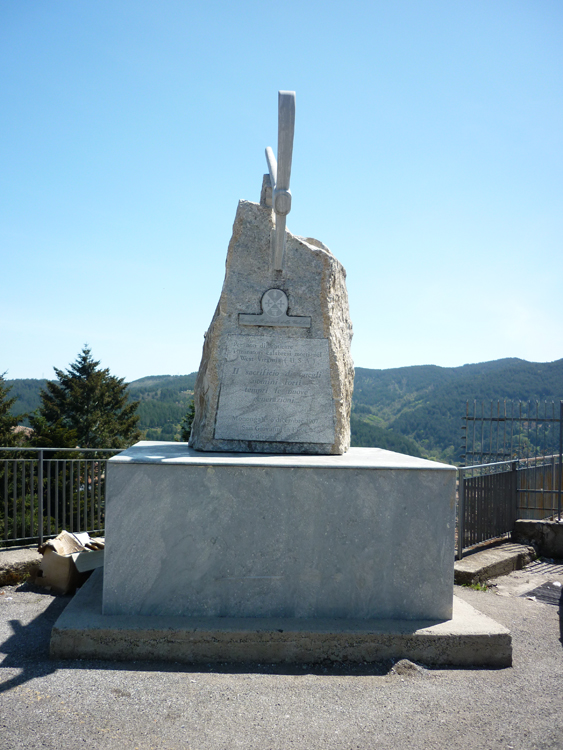
Monument a San Giovanni in Fiore (Itàlia) en record de les víctimes de l'accident miner

La catàstrofe de Monogah (en anglès:Monongah Mine disaster) va tenir lloc a Monongah (Virgínia de l'Oest) als Estats Units el 6 de desembre de 1907 i ha estat descrit com la pitjor catàstrofe minera dels Estats Units. La major part dels morts van ser miners emigrats d'Itàlia. En total, oficialment, van morir-hi 362 persones
però el 1964 el Reverend Everett Francis Briggs va declarar que els morts podrien haver estat fins a 500. Aquesta estimació va ser corroborada per Davitt McAteer, de la Mine Safety and Health Administration del Departament de Treball dels Estats Units durant la presidència de Bill Clinton. El nombre exacte de víctimes encara es desconeix.
Va ser provocat per una explosió de grisú en una mina de carbó.
Per la manca d'equipament adequat de respiració, les feines de rescat es van retardar 15 minuts i algunes persones del mateix equip de rescat moriren per asfíxia (provocada per l'oxidació del metà del grisú) per aquest motiu.

El dia 1 de maig (dia del treballador a Europa) de 2009 el president de la República italiana, Giorgio Napolitano, va concedir l'honor de la "Stella al Merito del Lavoro" (Estrella al Mèrit en el Treball) a les víctimes d'aquesta catàstrofe.